# Zoretići
Zoretići su naselje u Hrvatskoj u općini Jelenju. Nalaze se u Primorsko-goranskoj županiji.

## Zemljopis
Nalazi se na sjevernoj obali rijeke Rječine. Sjeverozapadno su Kukuljani, južno preko rijeke Trnovica, jugoistočno su Milaši, Brnelići, Ratulje, Martinovo Selo, Lubarska, Jelenje i Baštijani. Zapadno preko rijeke su Marčelji, jugozapadno su Ronjgi i Saršoni.

## Povijest
Početkom 20. stoljeća javile su se zamisli o iskorištavanju vodotoka Rječine radi proizvodnje električne energije. Nacionalno udruženje za razvoj elektrike iz Milana izradilo 1921. je studije i projekte o izgradnji akumulacije Zoretića. Obujam je trebao biti 16,5 mil m3. Akumulacija bi služila vodoopskrbi i za proizvodnju električne energije. Budući da bi taj zahvat značio potapanja pedesetak kuća u Kukuljanima, od ovog se projekta odustalo.

## Stanovništvo
| broj stanovnika | 173   | 162   | 195   | 213   | 199   | 198   | 177   | 204   | 125   | 156   | 163   | 171   | 143   | 116   | 98    | 92    | 93    |
|                 | 1857. | 1869. | 1880. | 1890. | 1900. | 1910. | 1921. | 1931. | 1948. | 1953. | 1961. | 1971. | 1981. | 1991. | 2001. | 2011. | 2021. |